# 长安左门
长安左门，又称东长安门，位于今北京市东城区东长安街上，是北京皇城城门之一，与长安右门相对，现已无存，原址为现地铁天安门东站。

## 简介
长安左门原址在天安门前东侧，今劳动人民文化宫（太庙）南门前的东南方，与长安右门东西相对，是皇城通往内城东部的通道之一。长安街即因长安左门和长安右门而得名，取长治久安之意。
长安左门、长安右门建于明朝永乐十八年（1420年），规格相同，均是三阙、券门、汉白玉门槛、黄琉璃瓦单层歇山顶、红墙，基础是汉白玉须弥座。明清两代“科考”殿试后，中进士的考生姓名会被写在一张很长的黄榜上，在鼓乐御杖引导下自紫禁城午门接出，向南经天安门，再向东出长安左门，张挂在临时搭建的龙棚里面。因古代金榜题名被视为“鲤鱼跳龙门”，所以，古时长安左门又俗称“龙门”，或称“青龙门”，以附“左青龙、右白虎”之意，而长安右门则被称为“虎门”。
明清时期，在长安左门和长安右门外各立有一块下马碑，一人多高，碑上刻有“官员人等，到此下马”八个字，并有禁军站岗。文武百官上朝时，均须在门外下马下轿，步行进长安左门、长安右门，经天街（即天安门前、长安左右门之间的长安街），过金水桥，进承天门（清朝顺治八年即1651年改建后称天安门），入午门，到紫禁城内上朝。
长安左门、长安右门的形制与大清门（后更名中华门）略同，此二门南各与千步廊东西两端相接，构成封闭的“T”形广场，禁民通行。
中华民国成立后，为便利通行，1912年12月将长安左、右门的汉白玉门槛拆除；1913年1月1日长安街正式通行。中华人民共和国成立后，1952年8月，长安左、右门被全部拆除。